# ステラン

ステロイド炭素原子のナンバリング。ステランではC-17位側鎖が異なっている。

ステラン（Sterane）またはシクロペンタノペルヒドロフェナントレン（英: cyclopentanoperhydrophenanthrene）は四環式飽和炭化水素の一つ。四環式のアンドロスタン骨格のC-17位に側鎖がついたステラン骨格を有する。ステラン骨格を有する化合物はステラン類（Steranes）と総称される。自然界ではステロイド（例えばステロールなど）の続成作用およびカタジェネシスによって生じ、堆積物や堆積岩中から検出される。ステロイドの生合成はほぼ真核生物に限定されるため、ステロイドを起源とする地層中のステラン類は、過去の地球の歴史において真核生物の存在を示すバイオマーカー（Biomarker）として使用される。動物が作るコレステロールから続成作用により生成するコレスタンはステランの代表例である。一方、植物が作るフィトステロールはC-24位がアルキル化されている場合が多く、生成するステランもその骨格を維持しているためコレスタンとは識別可能である。一部のバクテリアもステロイドを合成することが知られており、ステロイド合成の究極的な起源はバクテリアである可能性が示唆されている。一方、多くのバクテリアはステロイドと構造的に類似したホパノイドと呼ばれる化学物質を合成することが知られている。ホパノイドは地層中でステロイドと同様に続成作用により、ホパン骨格を有する飽和炭化水素に変化する（ホパン類）。これらホパン類はバクテリアの存在を示すバイオマーカーとして利用される。

ステロイドおよびホパノイドはともに、スクアレンを出発物質として合成されるトリテルペノイドの一種であり、進化的に関連する二つの酵素によってスクアレンからそれぞれ合成される。生物界におけるホパノイド合成酵素の分布から、ホパノイド合成酵素はステロイド合成酵素よりも起源が古いと推測され、ステロイド合成酵素はホパノイド合成酵素から機能的に派生したものと考えられる。現生の真核生物が作るステロイド（コレステロールやフィトステロールなど）は、スクアレンの環化により生成するプロトステロールをさまざま加工して合成される。プロトステロールだけを合成する生物は、現在のところ知られていない。しかしながら、先カンブリア紀の地層中から、プロトステロールの続成作用により作られたと見られるステラン類が8億年以上の長期にわたって見つかったことから、真核生物の前駆段階にあたる何らかの生物か、原始的なステロイド合成能力をもった細菌が当時広く繁殖していた可能性がある。
ステラン類は、続成作用の間にメチル基の転位によって一部がジアステラン類となる。砕屑源岩からの原油は、ジアステラン類を豊富に含む傾向にある。